# Jem Bendell
Jem Bendell (Londen, 12 oktober 1972) is een Britse hoogleraar duurzaamheid en oprichter van het Institute for Leadership and Sustainability (IFLAS) aan de Universiteit van Cumbria. Hij publiceerde over monetaire economie en de noodzaak van "Deep Adaptation" als antwoord op milieucrises, en levert geregeld commentaar in de media over hoe de mensheid het hoofd zou kunnen bieden aan de gevolgen van de klimaatverandering. In 2019 richtte hij het Deep Adaptation Forum op te helpen antwoorden te vinden op de veronderstelde maatschappelijke instorting als gevolg van de klimaatverandering.
Bendell studeerde in 1995 af aan de Universiteit van Cambridge met een graad in aardrijkskunde, en begon zijn carrière bij het Britse Wereldnatuurfonds (WWF). Daar was hij betrokken bij de oprichting van de Forest Stewardship Council en de Marine Stewardship Council. Hij specialiseerde zich in de relaties tussen NGO's en het bedrijfsleven, waarbij hij wees op de voordelen van de samenwerking, ondanks de machtsongelijkheid, en de neiging van het bedrijfsleven om hun belangen te laten prevaleren boven die van de non-profit sector.
Later promoveerde Bendell nog aan de Universiteit van Bristol. Hij raakte ook betrokken bij de anti-globaliseringsbeweging en schreef later een rapport voor de Verenigde Naties over de beweging rond Maatschappelijk verantwoord ondernemen. Dat thema werkte hij verder uit in zijn boek Healing Capitalism uit 2014. Daarin stelt hij een hervorming van het privébezit voor, waarbij eigenaars (en hun zaakwaarnemers) de plicht zouden hebben om aantoonbaar verantwoording af te leggen aan iedereen die rechtstreeks door hun eigendom wordt geraakt. Dit "verantwoord kapitaalbezit" zou aandeelhouders dwingen om bedrijven verantwoording te doen afleggen aan alle belanghebbenden, en niet alleen aan de aandeelhouders.
In een essay Replacing Sustainable Development pleitte hij voor het vervangen van de - volgens hem  paradoxale - duurzameontwikkelingsdoelstellingen (SDG’s) door een nieuw referentiekader, gebaseerd op rampenrisicovermindering.

## Publicaties
Bendell heeft tientallen publicaties op zijn naam, twee boeken en vier rapporten van de Verenigde Naties.
- (en) McIntosh, Malcolm (2013). The Necessary Transition: The Journey Towards the Sustainable Enterprise Economy. Greenleaf, "Chapter 14: Currencies of transition". ISBN 978-1-906093-89-1. Gearchiveerd op 8 april 2023.
- (en) Bendell, Jem (31 March 2014). Healing Capitalism: Five Years in the Life of Business, Finance and Corporate Responsibility. Greenleaf Publishing. ISBN 9781906093914. Gearchiveerd op 10 augustus 2022.[9]
- (en) Bendell, Jem  (1 september 2017). Currency innovation for sustainable financing of SMEs: context, case study and scalability. Journal of Corporate Citizenship  2017 (67): 39–62. ISSN:2051-4700. DOI:10.9774/TandF.4700.2017.se.00005.
- Bendell, Jem (2018-07-27). Deep adaptation: a map for navigating climate tragedy.[2][3]
- Bendell, Jem (2019). This Is Not a Drill: An Extinction Rebellion Handbook. Penguin, "Chapter 11: Doom and bloom: adapting to collapse", 73–80. ISBN 9780141991443.[10]
- Breaking Together: A freedom-loving response to collapse (2023) ISBN 978-1399954471 (ook als EPUB)[11]